# 傅文政
傅文政（1941年—2003年2月20日），臺灣苗栗縣人。曾任臺灣省議員，是臺灣省議會第六、七、八、九屆議員。
其父傅添榮曾在日本千葉縣農業試驗所深造，為農業專家。為臺灣引進榨菜、洋菇，並提倡農業機械化。
傅文政在省議員任內，主要問政重點有：省政府的精簡、警察風氣的探討、公害污染的防治、環境生態的保護、省縣自治通則的制定、公共設施保留問題、特權公害問題、都市計畫問題、建議修改選罷法等。